# Palaeomystella fernandesi
Palaeomystella fernandesi is een vlinder uit de familie wilgenroosjesmotten (Momphidae). De wetenschappelijke naam van de soort is voor het eerst geldig gepubliceerd in 2014 door Moreira & Becker.

## Type
- holotype: "male, 7–9.III.2013, leg. G.R.P. Moreira, F.A. Luz and L.T. Pereira"
- instituut: DZUP, Curitiba, Brazilië
- typelocatie: "Brazilië, Centro de Pesquisas e Conservação da Natureza Pró-Mata (CPCN Pró-Mata), 29°29'16"S, 50°10'60"W, 925 m"